# Bhajan Kaur
Bhajan Kaur (en hindi : भजन कौर), née le 26 août 2005 à Ellenabad, est une archère indienne.

## Biographie
Bhajan Kaur a commencé le tir à l'arc en 2018 après avoir pratiqué le lancer de poids pendant un an. Elle est sélectionnée pour la première fois en équipe nationale pour les Jeux asiatiques de 2022, où elle remporte la médaille de bronze par équipes. En juillet 2023, elle remporte la médaille de bronze individuelle aux championnats du monde junior à Limerick, avant de remporter le bronze par équipes lors des championnats d'Asie en novembre.
Elle participe aux Jeux olympiques pour la première fois à Paris, en 2024. Elle termine huitième de l'épreuve par équipes avec Ankita Bhakat et Deepika Kumari, éliminées en quart de finale après s'être qualifiées avec le quatrième meilleur score du tour de classement. Après avoir passé les deux premiers tour, elle est éliminée en 8e de finale dans l'épreuve individuelle.

## Palmarès
- Championnats d'Asie
  -  Médaille de bronze par équipes à Bangkok en 2023
- Jeux asiatiques
  -  Médaille de bronze par équipes à Hangzhou en 2022